# 方義壯
方義壯（1542年—17世紀），字伯猷，江西南昌府進賢縣七都人，明朝政治人物。

## 生平
方義壯是嘉靖四十年（1561年）辛酉科江西鄉試第二十名舉人，五次會試不第，萬曆二年（1574年）甲戌科會試中副榜。授桐鄉教諭，調泰和教諭，教導士子有方，後來歷任雲和、東鄉及容城知縣，為政寬和，縣民思念。任東鄉知縣時曾平反梁山冤獄，釋放十多人，東鄉人為他建立生祠，並入祀名宦祠，十七年（1589年）任武進教諭，學生佩服其教學，以獲他指點為榮，致仕後在家居數十年，兩次舉鄉飲大賓，為人沒有城府，雅好讀書，至老不釋卷，清約猶若寒士。

## 引用
1. 1 2  康熙《進賢縣志·卷十四·人物志一》：方義壯，字伯猷，七都人，年二十舉于鄉，五上春官不第，甲戌會試副榜第一，奉例授浙桐鄉學，旋改補江西泰和學，造士有方，歷浙雲和、蜀東鄉、北直隸容城縣令，所至俱用寬和為理，民懷其惠。在蜀東鄉辨梁山冤獄，平反十數人，蜀之人相與生祠俎豆之，入名宦，改司毗陵，士服其教，輒以得師為快，致仕家居數十載，兩舉鄉飲大賓，古貌古心不設城府，雅好讀書，手一編至老不釋，清約若寒士云。
2. ↑  康熙《進賢縣志·卷十一·選舉志一》：鄉舉……嘉靖四十年辛酉黃文煒榜 方義壯 字叔猷，七都（人），歷教諭、知縣，事見良臣
3. ↑  乾隆《南昌府志·卷五十四·人物 仕蹟七》：方義壯，字伯猷，進賢人，舉人，授桐鄉學，旋改補泰和學，任雲和、蜀東鄉、容城知縣，所至民懷其惠，在蜀辨梁山冤獄，釋十數人，旋致仕。 縣志